# Munraj Pal
Munraj Pal (* 21. April 1976) ist ein englischer Snookerspieler aus Derby. Zwischen 1995 und 2008 war er insgesamt 8 Spielzeiten als Profi auf der Snooker Main Tour aktiv.

## Karriere
Schon mit 14 Jahren sammelte Munraj Pal in seiner Heimatstadt Derby Titel und 1993 gewann er die Meisterschaft der Grafschaft Derbyshire. Im Jahr darauf erreichte er das Finale der Südgruppe in der English Amateur Championship. Ein Jahr später scheiterte er dort im Halbfinale an Paul Hunter.
Ab 1995 nahm er an der offenen Profitour teil und schon bei seinem ersten Turnier der Saison 1995/96, dem Thailand Classic, verpasste er nur um einen Sieg die Runde der Letzten 128. Bei der UK Championship scheiterte er ebenso knapp an Dominic Dale. Bei den European Open schaffte er es dann erstmals und kam mit einem 5:3-Sieg über Jason Weston sogar noch eine Runde weiter. Bei der Weltmeisterschaft erreichte er immerhin Runde 5. Das zweite Jahr war nicht so erfolgreich und nur bei den Thailand Open kam er an die Letzten 128 heran. Damit kam er nicht unter die Top 200 der Weltrangliste und qualifizierte sich nicht für die ab 1997 beschränkte Main Tour. Stattdessen musste er über die WPBSA Qualifying School bzw. die UK Tour versuchen, den Profistatus zurückzuerlangen. Während die Qualifying-School-Turniere ohne einen einzigen erspielten Sieg erfolglos verliefen, gelang ihm beim vierten Turnier der UK Tour der Halbfinaleinzug und insgesamt schaffte er die Tour-Rückkehr. In der Saison 1998/99 gelangen ihm zwar keine bemerkenswerten Ergebnisse, trotzdem konnte er sich auf der Main Tour halten. Im Jahr darauf kam er viermal in die Runde der Letzten 96, darunter auch bei der Weltmeisterschaft nach einem 10:8-Sieg über Stephen O’Connor. Das Ergebnis wiederholte er bei der Weltmeisterschaft 2001 mit einem Sieg über Mick Price. Unmittelbar zuvor hatte er bei den Scottish Open mit dem Erreichen der Runde der Letzten 48 sein bestes Karriereergebnis erreicht. Er gewann gegen Tony Knowles, Willie Thorne, Marcus Campbell und Michael Holt und musste sich dann James Wattana geschlagen geben. Bis dahin hatte er in der Saison 2000/01 aber fast alle Turniere schon in Runde 1 beendet, weshalb er sich in der Rangliste nur geringfügig auf Platz 120 verbesserte und nach den neuen Kriterien nicht mehr für die Main Tour qualifiziert blieb.
Erneut kehrte Pal nach nur einem Jahr zur Saison 2002/03 wieder zurück, dank einem Platz unter den besten acht noch nicht qualifizierten Spielern in der Gesamtwertung der WSA Open Tour 2001/02. Sein bestes Ergebnis hatte er mit der Runde der Letzten 64 bei den European Open, nachdem er unter anderem Mark Selby besiegt hatte. Bei den Welsh Open erreichte er immerhin Runde 3 und drei weitere Male, darunter wieder bei der Weltmeisterschaft, kam er unter die Letzten 96. Im Jahr darauf erreichte er beim Irish Masters die Letzten 64. Zweimal, bei den European Open und der Weltmeisterschaft, kam er in Runde 3. Damit erreichte er in der Zweijahreswertung der Weltrangliste Platz 85, aber nur die Top 64 verblieben auf der Tour und so verlor er zum dritten Mal seinen Profistatus.
Über die Challenge Tour versuchte er eine erneute Rückkehr, aber trotz zwei Achtelfinals reichte es 2005 nicht. Im Jahr darauf wurde die Pontin’s International Open Series (PIOS) mit 8 statt 4 Qualifikationsturnieren ins Leben gerufen. Diesmal erreichte er ein Halb-, ein Viertel- und zwei Achtelfinals, in der Gesamtwertung belegte er damit aber nur Platz 14 bei 8 zu vergebenden Main-Tour-Plätzen. Die folgende PIOS-Tour begann er dann aber mit einem Sieg beim ersten Turnier mit 6:3 im Finale über Kurt Maflin. Zwei weitere Male erreichte er das Viertel-, zweimal das Achtelfinale und damit Platz 3 in der Abrechnung aller 8 Turniere.
Mit 31 Jahren kehrte er damit in der Saison 2007/08 noch einmal auf die Main Tour zurück. Er verlor aber fast jedes Auftaktspiel, auch beim Grand Prix kam er trotz 4 Siegen in der Gruppenphase nicht ins Hauptturnier. Einzig die UK Championship war ein erfolgreiches Turnier. Mit Siegen über Issara Kachaiwong und Joe Delaney kam er unter die Letzten 64. Um auf der Main Tour zu bleiben, war das zu wenig. Nach seinem erneuten Ausscheiden beendete er seine Profikarriere.

## Erfolge
Ranglistenturniere:
- Runde der Letzten 48: Scottish Open (2001)
- Runde der Letzten 64: European Open (2003), Irish Masters (2004), UK Championship (2007)

Qualifikationsturniere:
- Sieger: PIOS (2006/07 – Turnier 1)
- Finalist: WSA Open Tour (2001/02 – Event 4)